# Wachtang Balawadze
Wachtang Balawadze (gruz. ვახტანგ ბალავაძე; ur. 20 listopada 1927 w Ghaniri, zm. 25 lipca 2018 w Tbilisi) – gruziński zapaśnik w stylu wolnym, który podczas kariery reprezentował ZSRR.
Brał udział w igrzyskach olimpijskich 1956 i 1960 i zdobył brązowy medal w 1956. Zdobył tytuł mistrza świata w 1954 i 1957 i był zdobywcą drugiego miejsca w 1959. W kraju Balawadze zdobył tytuł w latach 1952–1955 i 1957, drugie miejsce zajął w 1956 i 1959 (sięgnął także po dwa medale w sambo: złoto w 1952 oraz srebro w 1951). Zakończył karierę sportową po igrzyskach w 1960, aby zostać trenerem i sędzią zapaśniczym.